# Hans Silberborth
Hans Hermann Heinrich Silberborth (* 30. Januar 1887 in Magdeburg; † 9. Oktober 1949 in Nordhausen) war ein deutscher Gymnasiallehrer, Historiker und Archivar.

## Leben
Hans Silberborth besuchte das König-Wilhelms-Gymnasium in Magdeburg. Danach studierte er Deutsch, Geschichte und Geographie in Göttingen, Berlin und Halle (Saale). 1910 promovierte er und legte ein Jahr später das Staatsexamen ab.
1913 kam Silberborth zunächst als wissenschaftlicher Hilfslehrer an das Realgymnasium in Nordhausen und lehrte dort bis Ende 1937. Mit Ausbruch des Ersten Weltkrieges wurde er Fußartillerist, später Freiwilliger bei der Infanterie, bis er 1916 aufgrund einer Erkrankung entlassen wurde.
Silberborth war Mitglied der Deutschen Volkspartei (DVP) und zeitweise Vorsitzender der Ortsgruppe Nordhausen und Stadtverordneter im Nordhäuser Stadtrat. Anfang der 1930er Jahre zog er sich aus der Politik zurück.
Die „Geschichte der freien Reichsstadt Nordhausen“ gilt als Standardwerk zur Stadtgeschichte und wurde zur Jahrtausendfeier 1927 in zwei reich illustrierten Bänden mit 1282 Seiten durch Hans Silberborth veröffentlicht. Zur 1070-Jahr-Feier im Jahr 1997 wurde das Werk durch das Stadtarchiv Nordhausen in moderner Form neu herausgegeben.
Von 1938 bis 1939 leitete Silberborth das Stadtarchiv Nordhausen. Nach den Luftangriffen auf Nordhausen und der Zerstörung wertvoller Bestände begann Silberborth mit dem Wiederaufbau des Archivs.
Er gehörte 1945 zu den Begründern der Liberal-Demokratischen Partei Deutschlands (LDP). Durch die Jahre des Krieges war seine Gesundheit stark angegriffen und sein Vorhaben eine „Kulturgeschichte der Grafschaft Hohenstein“ zu schreiben, konnte er nicht mehr umsetzen. Am 30. September 1948 gab er schließlich seine Tätigkeit als Museumsleiter auf.

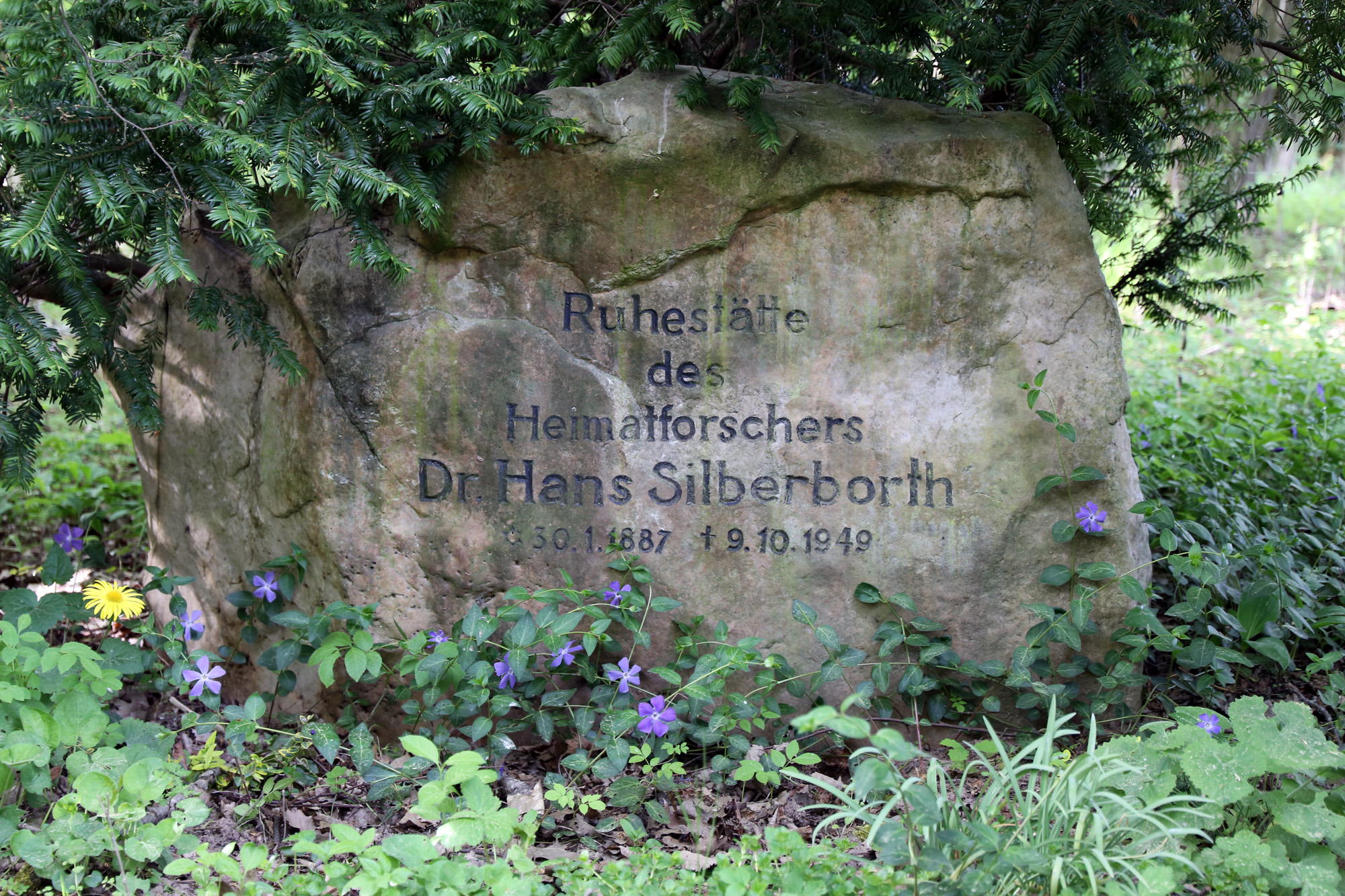
Ruhestätte bei Petersdorf

Hans Silberborth verstarb am 9. Oktober 1949 im Alter von 62 Jahren und wurde am 14. Oktober eingeäschert. Seine letzte Ruhestätte fand er am 21. Mai 1950 – seinem Wunsch entsprechend – bei Petersdorf unterhalb des Harzrigi.

## Ehrungen
Die Schützenstraße in Nordhausen wurde ihm zu Ehren in Dr.-Silberborth-Straße umbenannt. Anlässlich seines 100. Geburtstages wurde an seinem letzten Wohnort in der Wilhelm-Nebelung-Straße 19 eine Gedenktafel angebracht.

## Werke (Auswahl)
- Geschichte der freien Reichsstadt Nordhausen (= Das tausendjährige Nordhausen; Bd. 1). Geiger, Horb am Neckar 1997, ISBN 3-89570-288-9.
- Geschichte des Helmegaus. Karl Meyer zum Gedächtnis. Hornickel, Nordhausen 1940.
- Preußen und Hannover im Kampfe um die Freie Reichsstadt Nordhausen. Th. Müller, Nordhausen 1937.
- Vom alten Brauchtum in den Landen zwischen Harz und Hainleite. Hornickel, Nordhausen 1935.
- Die Lande zwischen Harz und Hainleite in der Sage. Nordhausen 1933.
- Geschichte des Nordhäuser Gymnasiums. G. Wimmer, Nordhausen 1923.
- Wer wandern will: 84 Ausflüge in d. Umgebung Nordhausens. G. Wimmer, Nordhausen 1921.